# René Féger
René Féger (René Ernest Féger; * 8. April 1904 in Maisons-Laffitte; † 30. August 1943 in Maisons-Laffitte) war ein französischer Sprinter und Mittelstreckenläufer.
Bei den Olympischen Spielen 1928 in Amsterdam wurde er Sechster in der 4-mal-400-Meter-Staffel. Über 400 m erreichte er das Halbfinale, und über 800 m schied er im Vorlauf aus.
1927, 1928 und 1930 wurde er Französischer Meister über 400 m.

## Persönliche Bestzeiten
- 400 m: 48,8 s, 15. Juli 1928, Colombes (ehemaliger nationaler Rekord)
- 800 m: 1:53,2 min, 29. Juni 1930, Colombes